# Iain Hamilton Grant
Iain Hamilton Grant (né le 21 novembre 1963 à Bristol) est un philosophe britannique. Il est maître de conférences à l'Université de l'Ouest de l'Angleterre à Bristol, au Royaume-Uni. Ses recherches portent sur l'ontologie, la philosophie européenne, l'idéalisme allemand (en particulier Schelling) et la philosophie contemporaine et historique de la nature. Il est souvent associé au courant philosophique récent connu sous le nom de réalisme spéculatif.

## Travaux
Grant est initialement connu comme traducteur des éminents philosophes français Jean Baudrillard et Jean-François Lyotard. Sa réputation de philosophe indépendant vient principalement de son livre On an Artificial Earth. Dans ce livre, Grant critique vivement les tentatives répétées des philosophes de « renverser le platonisme » et soutient qu’ils devraient plutôt essayer de renverser Emmanuel Kant. Il est très critique à l’égard de la récente prédominance de l'éthique et de la philosophie de la vie dans la philosophie continentale, qui, selon lui, ne font que renforcer le privilège indu de l’être humain. Contre ces tendances, Grant appelle à un traitement renouvelé du domaine inorganique.
Grant considère Platon et Friedrich Schelling comme ses principaux alliés parmi les figures philosophiques classiques, et s'oppose généralement à Aristote et à Kant pour ce qu'il considère comme leur tendance à réduire la réalité à son expressibilité pour les humains. Grant est également influencé par le philosophe français Gilles Deleuze.
Grant écrit sa thèse de doctorat sur Kant et Lyotard au département de philosophie de l'université de Warwick. Pendant son séjour à Warwick, il fait partie de l'unité de recherche sur la culture cybernétique.